# Allium margaritiferum
Allium margaritiferum — вид рослин з родини амарилісових (Amaryllidaceae); поширений в Узбекистані й Таджикистані.

## Опис
Рослина має рожевуваті листочки оцвітини й рожевуваті зав'язі. 

## Поширення
Поширений в Узбекистані й Туркменістані.